# Benjamin Armbruster
Benjamin Armbruster, Geburtsname Mircea Breazu, (* 22. Januar 1946 in Sebeș, Rumänien) ist ein deutsch-rumänischer Schauspieler, Stuntman und Choreograf.

## Leben und Karriere
Aus Familientradition und beeinflusst von seiner Mutter, ebenfalls Schauspielerin, ging Armbruster – nach dem Abitur 1963 am Nikolaus-Lenau-Lyzeum in Timișoara – zur Universität und arbeitet seit 1966 als Schauspieler. Reiten lernte er an der Militärsportschule Roter Stern Bukarest / Elite Militärclub, außerdem nahm er an Autorennen und einem Jugendradrennen teil. Zunächst wurde er an Theatern in Bukarest, dann in Hermannstadt und in Kronstadt engagiert. In rumänischsprachigen Stücken trat er als Mircea Breazu, in deutschsprachigen als Benjamin Armbruster auf, darunter Das kalte Herz.
Zwischen 1966 und 1978 spielte er in Rumänien auch in einigen Filmen: In Das Schloß hinterm Regenbogen (Tinerete fara batrinete, Rum. 1969) bekam er eine Hauptrolle. Daneben folgten noch Auftritte in den Monumentalfilmen Kampf der Titanen gegen Rom mit Pierre Brice (F/Rum. 1966, Regie: Serge Nicolaescu) und Kampf um Rom (BRD/I/Rum. 1968, Regie: Robert Siodmak), in Aus dem Leben eines Taugenichts (DDR 1973, nach Joseph von Eichendorff), in Michael, der Tapfere (Mihai Viteazul, Rum. 1970), im DEFA-Indianerfilm Ulzana mit Gojko Mitić in der Titelrolle (DDR 1973) und Der Prophet & das Gold der Transylvanier (Rum. 1978).
1979 folgte Armbruster mit seiner Frau und seinem Sohn seiner Mutter in die Bundesrepublik Deutschland. Ab der Spielzeit 1980/1981 hatte er ein jahrzehntelanges Engagement an den Städtischen Bühnen Bielefeld. Er hat u. a. Hauptrollen in Der König und ich und König Lear verkörpert. Nach seiner Verrentung 2011 ist er dort noch als Gastdarsteller zu sehen. Filmrollen hatte er nach der Emigration erst wieder in den Kurzfilmen Genie (2001) und Trautes Heim (2002).

## Winnetou-Darsteller
Nach eigenen Angaben las Armbruster in seiner Kindheit mit Freunden die in Rumänien noch verbotenen Karl-May-Romane heimlich und spielte sie nach. Den Film Der Schatz im Silbersee sah er sich 17 mal im Kino an.
Schließlich spielte er ab 1988 in Elspe: Für die Rolle des Winnetou hatte er dort schon für die Saison 1987 vorgesprochen. Er wurde von Festival-Chef Jochen Bludau zunächst 1988 in einer „Vor-Saison“ als Winnetou ausprobiert (Der Schatz im Silbersee). 1990, nach zwei Auftritten als kriegerischer Indianerhäuptling in Der Ölprinz (1988) und Der Schatz im Silbersee (1989), avancierte Armbruster zum Winnetou der regulären Hauptsaison.
2003 feierte er seine 1000. Vorstellung als Winnetou.
In der Inszenierung 2012 gab Armbruster in einem Intro zur eigentlichen Haupthandlung von Winnetou I den Abschied von seiner Paraderolle.
Zusammen mit der Vorsaison 1988 hat Armbruster somit in 25 Bühneninszenierungen in 24 Jahren die Rolle des Apachenhäuptlings auf einer Bühne gespielt, ganz abgesehen von den alljährlichen Elsper Gastspielen auf der Naturbühne Blauer See (Ratingen) bis 1994 – das hat bislang noch kein anderer Darsteller geschafft.
Hinzu kommen etliche Auftritte im Apachen-Kostüm am Rande von Karl-May-Ausstellungen und bei sonstigen Festivitäten in ganz Deutschland.
Den Winnetou sprach er zudem im Hörspiel Weihnacht (Trio).
Hinter den Kulissen ist Benjamin Armbruster seit 2011 für die Dialog-Regie zuständig. In der Elsper Inszenierung Der Ölprinz wechselte er 2013 auf die Seite der Bösen und spielte die Rolle des Finders Poller. In den Karl-May-Stücken ist er seit 2014 auch als Co-Kutscher (Gunman) zu sehen. 
2016 stand er in Elspe wieder in einer Kleinrolle auf der Bühne – allerdings als Krankheitsvertretung für einige Vorstellungen in der Rolle des Auswanderers Hofer. Zusätzlich verkörperte er auch noch als Krankheitsvertretung für einige Vorstellungen die Rolle von Grissom, dem Diener von Sir David Lindsay.

## Zitat
„An ‚Winnetou‘ fasziniert mich am meisten seine Großzügigkeit, die Eleganz und die innere Sauberkeit. Es wäre toll, wenn es in Wirklichkeit viele Menschen seiner Sorte gäbe.“

## Quelle
- Eintrag im Karl-May-Wiki